# Robert Ker Porter
Sir Robert Ker Porter (Durham u Škotskoj, 1777. - Sankt Peterburg, 1842.), znameniti engleski umjetnik, pisac, putopisac i diplomat.

## Biografija
Rođen je u obitelji umjetnika, a njegove sestre Jane i Anna Maria poznate su britanske spisateljice. Studirao je na britanskoj kraljevskoj akademiji u Londonu na kojoj je 1793. godine nagrađen na temelju slike Vještica iz Endora, a posebno se proslavio panoramama i slikama s motivima slavnih britanskih bitaka. Godine 1804. emigrira u Rusko Carstvo gdje ubrzo postaje jedan od osobnih slikara cara Aleksandra I. Sredinom 1800-ih godina putovao je Švedskom gdje se susreo s kraljem Gustavom IV. Adolfom koji ga imenuje vitezom, a potom 1808. godine na poziv britanskog generala Sir Johna Moorea odlazi u Španjolsku gdje je svojim radovima ovjekovječio bitke Napoleonskih ratova kod Benaventea, Sahagúna i A Coruñe. U 1811. vratio se u Rusiju gdje se ženi ruskom princezom s kojom je imao kćer Mariju. Krajem 1810-ih godina proputovao je Kavkaz, Osmansko Carstvo, kadžarski Iran (Perziju) i Mezopotamiju o kojima je objavio slavan putopis koji uključuje opise Salmasa, Teherana, Taht-e Sulejmana, Perzepolisa i ahamenidskog klinopisa. Primio ga je i sam iranski vladar Fateh Ali-šah od kojeg je primio odlikovanje „Lava i Sunca”. Godine 1826. imenovan je britanskim veleposlanikom u Caracasu gdje je napravio portret slavnog vojskovođe i državnika Simóna Bolívara. Iz Južne Amerike vraća se 1841. godine, prvo u rodnu Britaniju, a potom u Rusiju gdje godinu dana kasnije umire od moždanog udara. Sahranjen je u Sankt Peterburgu.

## Djela

### Putopisi
- (engl.) Letters from Portugal and Spain witten during the march of the troops under Sir John Moore, London: Hurst, Rees, and Orme (1809.)
- (engl.) Travelling sketches in Russia and Sweden during the years 1805, 1806, 1807, 1808, Philadelphia: Hopkins and Earle (1809.)
- (engl.) The costume of the inhabitants of Russia, London: J. Edington (1810.)
- (engl.) A narrative of the campaign in Russia during the year 1812. By Sir Robert Ker Porter Hartford: Andrus and Starr, (1815.)
- (engl.) Travels in Georgia, Persia, Armenia, ancient Babylonia:. during the years 1817, 1818, 1819, and 1820, London: Longman, Hurst, Rees, Orme and Brown (1821. – 1822.)

### Slike
- Smrt generala Sir Philipa Sidneyja (1792.)
- Vještica iz Endora (1793.)
- Poraz kralja Stjepana u bitci kod Lincolna (1793.)
- Bitka kod Northamptona (1796.)
- José Antonio Páez (1828.)

### Panorame
- Juriš na Seringapatam
- Opsada Akre
- Bitka kod Lodija
- Francuski poraz na Vražjem mostu
- Bitka kod Aleksandrije

## Vanjske poveznice
- (engl.) Porter mss.  Arhivirana inačica izvorne stranice od 8. rujna 2011. (Wayback Machine) (Lilly Library, Indiana University, Bloomington)
- (engl.)(tur.) Sir Robert Ker Porter (VirtualANI)

Knjige
- (engl.) Harrington, Peter (1993.): British Artists and War: The Face of Battle in Paintings and Prints, 1700-1914, London: Greenhill
- (engl.) Dupouy, Walter (1966.): Sir Robert Ker Porter's Caracas diary, 1825-1842: a British diplomat in a newborn nation, Caracas: Editorial Arte